# Thorsten Wolf
Thorsten Wolf (* 2. Februar 1965 in Leipzig) ist ein deutscher Schauspieler, Kabarettist und Theaterintendant.

## Leben
Wolf wurde in Leipzig geboren und wuchs dort auf. Nach dem Schulabschluss erlernte er den Beruf des Sanitärinstallateurs im damaligen BMK-Süd (Bau-und-Montagekombinat). Im Jahr 1984 schloss er sich dessen Betriebskabarett „Baufunzel“ an, das aus den „Büroklammern“ hervorgegangen war. Wolf wurde schnell zum führenden Kopf und Organisator des Kabaretts. Ab 1987 trat das Kabarett in Leipzig auch öffentlich auf. Erste Spielstätten waren der Club „Nelke“ und das „Klubhaus der Freundschaft“. Nach der Wende wurde das Ensemble freiberuflich tätig und benannte sich um in „Kabarett Leipziger Funzel“. Wolf wurde damit jüngster Theaterdirektor Deutschlands und agierte auch weiterhin als Kabarettist. 1997 bezog die „Leipziger Funzel“ ihr Domizil in Leipzigs Innenstadt – der „Strohsack-Passage“ zwischen Nikolaistraße und Ritterstraße.
Das Kabarett Leipziger Funzel wurde 2023 geschlossen; Thorsten Wolf arbeitet seither freiberuflich als Regisseur und Schauspieler. 2025 führte er Regie beim Kabarett Leipziger Pfeffermühle im Programm „Harakiri to go“. Als Gastdarsteller hatte er in der Musikalischen Komödie für die Spielzeit 2024 in der Operette Die Fledermaus die Rolle des Froschs.
Seit 1992 ist Wolf auch als Schauspieler in verschiedenen Film- und Fernsehproduktionen zu sehen. Seit 2005 spielt er in der ARD-Serie „Tierärztin Dr. Mertens“ die Rolle des Cheftierpflegers Conny Weidner.
Thorsten Wolf ist verheiratet.

## Filmografie
- 1992: Go Trabi Go 2 – Das war der wilde Osten
- 1997: Ein Schloß für Rita
- 1999–2014: In aller Freundschaft (Fernsehserie, 11 Folgen, verschiedene Rollen)
- 2001: Die Braut meines Freundes
- 2001: Ein Stück vom Glück
- 2002: Brüder
- 2002: Lilly unter den Linden
- 2002: Ein Sack voll Geld
- 2002: Das Geheimnis meiner Mutter
- 2003: Tatort: Rotkäppchen (TV-Reihe)
- 2003: Für alle Fälle Stefanie (Fernsehserie, 1 Folge)
- 2003: Der zweite Frühling
- 2004: Die Kinder meiner Braut
- 2004: Heimat 3 – Chronik einer Zeitenwende (TV-Mehrteiler)
- 2004: Finanzbeamte küsst man nicht
- 2004: Polizeiruf 110: Barbarossas Rache (TV-Reihe)
- 2004: (T)Raumschiff Surprise – Periode 1
- 2004: Polizeiruf 110: Rosentod (TV-Reihe)
- 2005: Schnauze voll
- 2005: Meine große Liebe
- seit 2006: Tierärztin Dr. Mertens (Fernsehserie)
- 2006: Schüleraustausch – Die Französinnen kommen
- 2007: Küstenwache (Fernsehserie, 1 Folge)
- 2012: Alles Klara (Fernsehserie, 1 Folge)
- Ab 2013 siehe Berufliche Webseite von Thorsten Wolf, Aufschlüsselung aller Filmproduktionen